# مدى الرؤية
مدى الرؤية أو المدى الإدراكي هو مفهوم مثير للجدل يشير إلى الامتداد الزاوي (عموديًا وأفقيًا)، حيث تتمتع العين البشرية برؤية حادة بما يكفي للقيام بنشاط بدقة (القراءة أو التعرف على الوجه). يمتد المجال البصري للعين البشرية حوالي 120 درجة من القوس. ومع ذلك، فإن معظم هذا القوس هو رؤية محيطية. تتمتع العين البشرية بدقة أكبر في البقعة، حيث توجد كثافة أعلى من الخلايا المخروطية. يمتد مجال الرؤية الذي يتم رصده بدقة كافية لقراءة النص حوالي 6 درجات من القوس، وهو عريض بما يكفي للسماح برؤية واضحة لحوالي خمس كلمات متتالية عند وضع النص المطبوع بالحجم العادي على بُعد حوالي 50 سم من العين. فيما يتعلق بمعالجة الوجه، فإن مجال الرؤية الذي يحتوي على كمية كافية من المعلومات من أجل التعرف على الوجوه بدقة يمتد حوالي 7 درجات وهو ما يمثل حوالي 45٪ من الوجه. يخلق الدماغ الوهم بوجود مدى بصري أكبر عن طريق تحريك مركز الرؤية تلقائيًا ودون وعي إلى أي منطقة ذات أهمية في مجال الرؤية.

## تطبيق للقراءة السريعة
أثناء القراءة، سيفشل القراء في التعرف على الكلمة ما لم يتم التثبيت في حدود ثلاثة إلى أربعة مسافات من أحرف الكلمة. وينطبق الشيء نفسه على من يقوم بالقراءة السريعة والتصفح. لا يمكن لمن يقوم بالقراءة السريعة الإجابة عن أسئلة حول نقطة أو تفاصيل رئيسية، إذا لم يركّزوا عليها بشكل مباشر أو في مسافة ثلاثة أحرف منها. عند إزالة النص أثناء القراءة، يمكن للقراء فقط الإبلاغ بدقة عن الكلمة التي كانوا يركزون عليها أو الكلمة على اليمين منها. لا يوجد دليل من أبحاث حركة العين على أن الأفراد يقومون بتنبؤات النص بناءً على فرضيات حول الكلمات الموجودة في المحيط بحيث يمكنهم تخطي أو قضاء وقت أقل على الكلمات غير المهمة أو الزائدة عن الحاجة.
تدعي معظم دورات القراءة السريعة أنه يمكن استخدام الرؤية المحيطية لقراءة النص. تم اقتراح هذا مستحيلًا لأن النص غير واضح بسبب نقص الدقة المرئية. في أحسن الأحوال، يمكن للدماغ البشري أن يخمن فقط محتوى النص خارج المنطقة البقعية. ببساطة لا توجد خلايا مخروطية كافية بعيدًا عن مركز المجال البصري لتحديد الكلمات في محيط المجال.
لقد تم اقتراح أن امتداد مركز الرؤية يمكن أن يمتد من خلال التدريب (التوجيه الفوقي) لتأخذ ما يصل إلى خط لغرض التصفح أو القراءة السريعة. ومع ذلك، تشير مصادر أخرى إلى أن استخدام هذه الطريقة يمكن أن يؤدي إلى انخفاض شديد في معدل الفهم مقارنة بالقراءة العادية.
تؤكد بعض دورات القراءة السريعة أن العين البشرية يجب أن تتحرك بسرعة كبيرة. يشددون أيضًا على أن العين البشرية يجب أن تتحرك في نمط لملء المعلومات التي لم يتم إدراكها بشكل صحيح. الحد الفعال لسرعات المسح المبني على حد دقة العين البشرية هو حوالي 300 كلمة في الدقيقة.  يُزعم أن مثل هذه السرعات تتطلب أيضًا ممارسة كبيرة وحركات عين سريعة للغاية، على الرغم من أن الأبحاث تشير إلى أن مثل هذا التدريب غير ممكن. اقترح بعض مروجي القراءة السريعة أن القراء الذين يحققون مثل هذه السرعات هم في طيف التوحد. تشير الأبحاث المتعلقة بمعدل القراءة إلى أن استراتيجيات الدراسة، بدلاً من القراءة السريعة، تفسر سبب كون القراء الخبراء، مثل الأساتذة والمحررين، أكثر كفاءة من غيرهم.

## تطبيق لمعالجة الوجه
يتطلب نظام التعرف على الوجوه عدة تثبيتات في أماكن مختلفة (عادة في نمط مثلث) للتعرف على الوجه. وينطبق الشيء نفسه على ما يسمى بالمتعرفين الفائقين الذين يتمتعون بقدرات عالية في التعرف على الوجوه. على غرار فترة القراءة، قد يتم تعديل مدى الوجه من خلال الصعوبة والخبرة واضطراب العمر والاختلافات الشخصية الأخرى بين الأفراد. وبالتالي، فإن الاختلافات الخاصة ترجع على الأرجح إلى الاختلافات في امتداد الوجه بدلاً من إستراتيجية حركية العين. كشفت الدراسة السابقة أن مدى الرؤية يتم تحديده بدقة أكبر في عدد الشخصيات وليس في الزاوية البصرية.